# Fort Charles
Fort Charles è una fortificazione alla moderna situata nella parte meridionale del villaggio di Summer Cove, sulle coste di Kinsale nella contea di Cork, in Irlanda. Sull'altro lato della baia è invece situato Fort James.

## Storia
Forte Charles fu costruito sulle fondamenta di una fortificazione precedente, conosciuta come  Ringcurran Castle, il quale fu uno dei punti chiave durante l'assedio di Kinsale nel 1601. Il forte, che prende il suo nome da Carlo II d'Inghilterra, fu progettato dal generale e architetto William Robinson, che disegnò anche il progetto dell'Ospedale Reale di Kilaminham. Il forte fu costruito all'incirca nei decenni del 1670 e del 1680, come esempio di fortificazione alla moderna espressamente progettato per resistere agli attacchi di cannone.
Va detto che i bastioni interni si trovano in prossimità di terreni sopraelevati, un fattore che fu di fondamentale importanza quando il forte fu assediato da John Churchill, I duca di Marlborough durante l'assedio di Cork, nel 1690, durante la guerra Guglielmita. Il forte fu riparato, successivamente all'assedio, e rimase in uso come caserma per le truppe britanniche per i due secoli successivi. Vi fu anche installato un faro, nel XVII secolo, grazie a Robert Reading.
Il forte venne infine abbandonato dalle forze britanniche a seguito del Trattato Anglo-Irlandese del 1921, ma cadde in disuso dopo essere stato incendiato dalle truppe in ritirata (contrarie a tale trattato) durante la guerra civile irlandese (1922). Il complesso fu in seguito qualificato come monumento nazionale nel 1971 e fu dunque parzialmente restaurato dal Dúchas (l'istituto che si occupa di mantenere intatto il patrimonio culturale irlandese).

## Galleria d'immagini

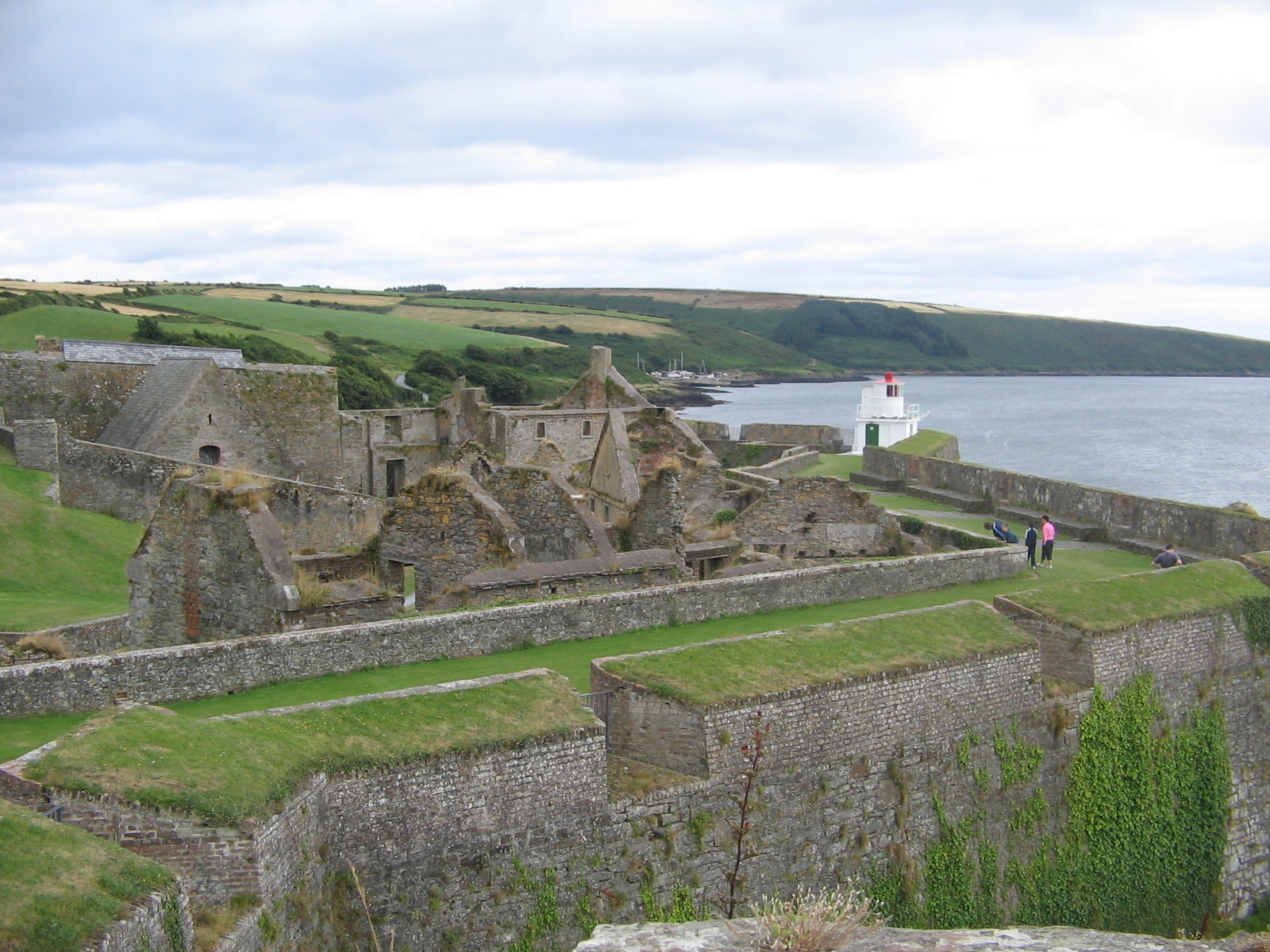
Fortificazioni
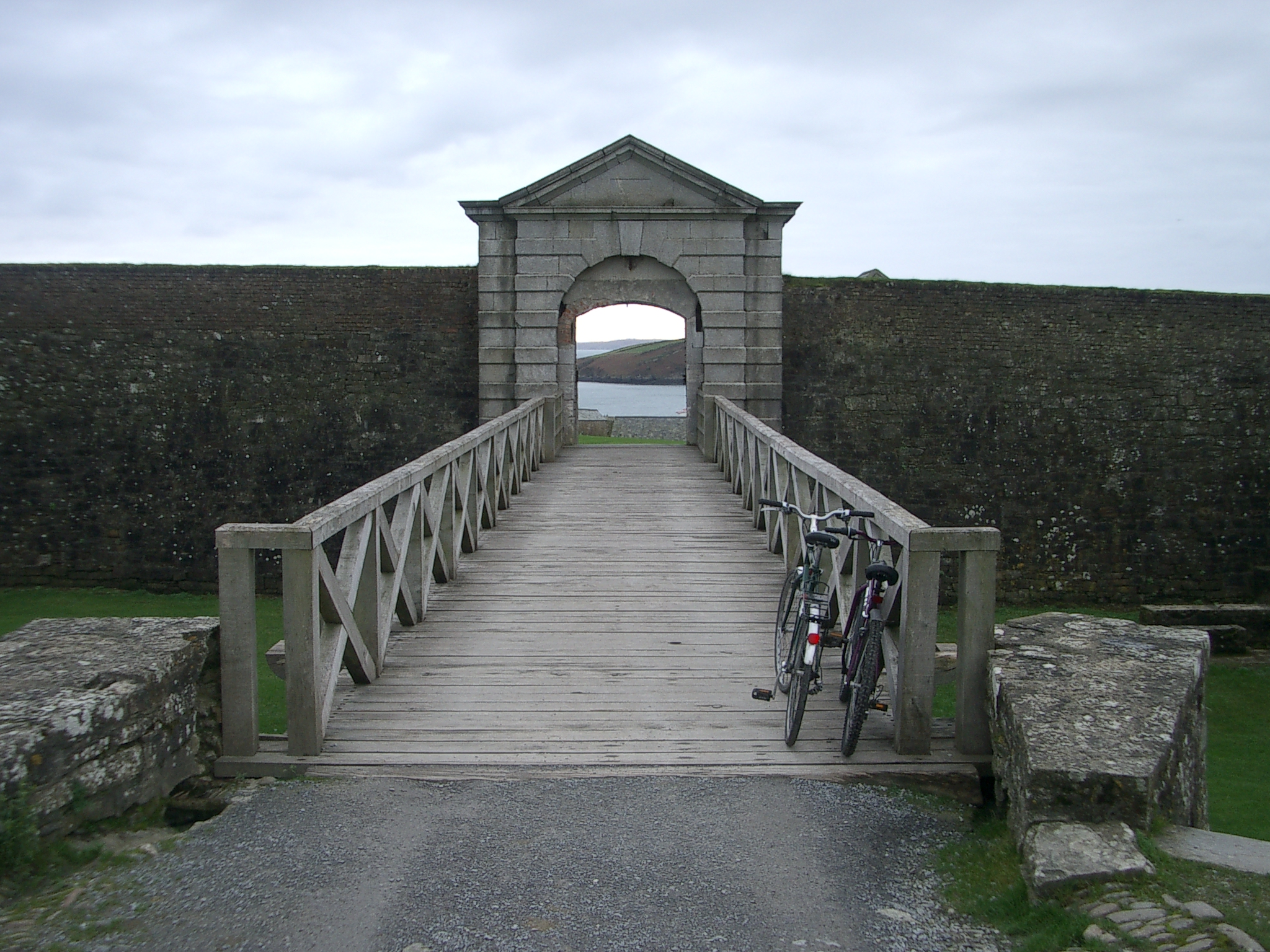
Entrata
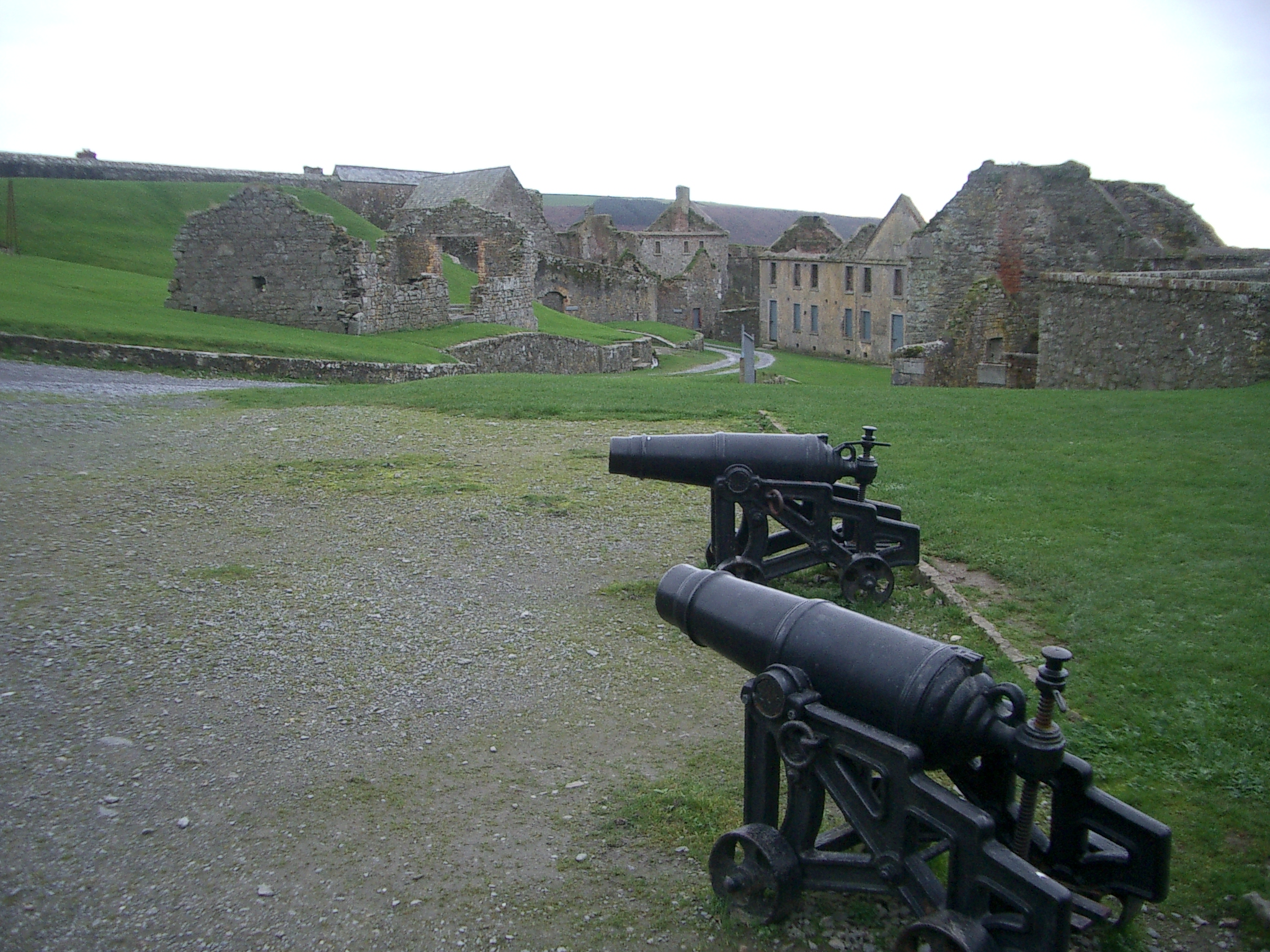
Cannoni navali detti "Carronate"
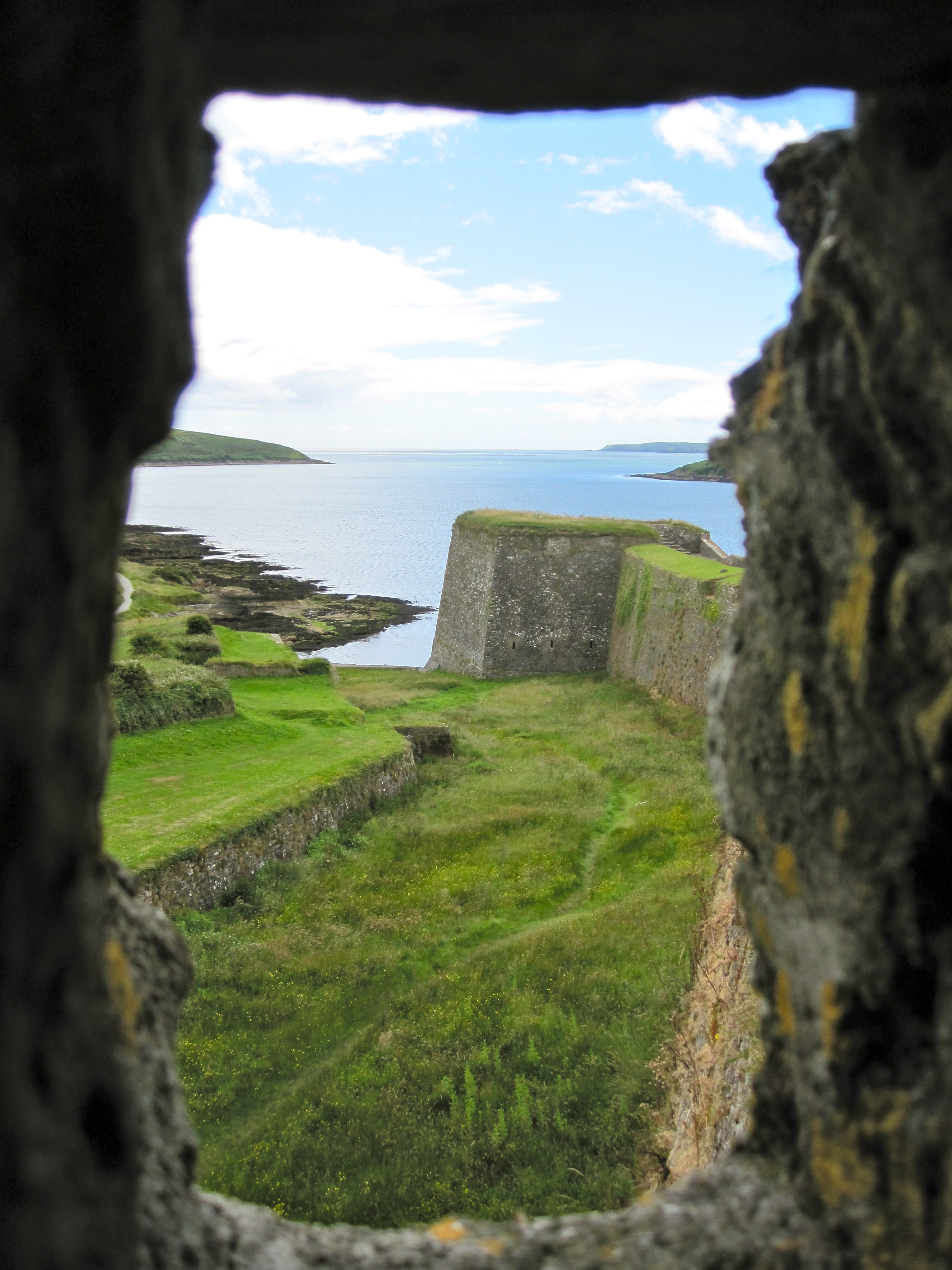
Vista dall'edificio della guardia